# Tambomachay
Tambomachay (kečuánsky Tampumach'ay) byly incké lázně, které se nacházejí u osady Huayllarcocha asi 5 km severně od centra incké říše, Cuzca. Španělsky se lokalita občas nazývá i El Baño del Inca – „Inkovy lázně“). Nedaleko východním směrem (asi 700 m) se nachází incká pevnost Puca Pucara.

## Popis
Jedná se o velmi dobře zachovalou kamennou stěnu s výklenky – nikami a schody, celou zapuštěnou do svahu kopce, ze které vytékají tři prameny. Ty jsou dále odváděny kamennými koryty. Pravděpodobně zde  Svah kopce totiž není tak strmý, aby mohl poskytovat takové množství vody, jak ze země vytéká. Předpokládá se, že voda přitéká podzemními kanály, akvadukty a stupni z protilehlého kopce, což je dalším důkazem vysoké úrovně inckého stavitelství.
Účel lázní není s jistotou objasněn – Tambomachay mohlo mít funkci čistě rekreační pro Inku a vládnoucí elitu, vojenskou, nebo náboženskou. Mohly zde probíhat rituální očistné koupele, které byly možná spojeny s vodním kultem (Inkové totiž uctívali vodu jako jeden ze základních prvků života).

## Fotogalerie

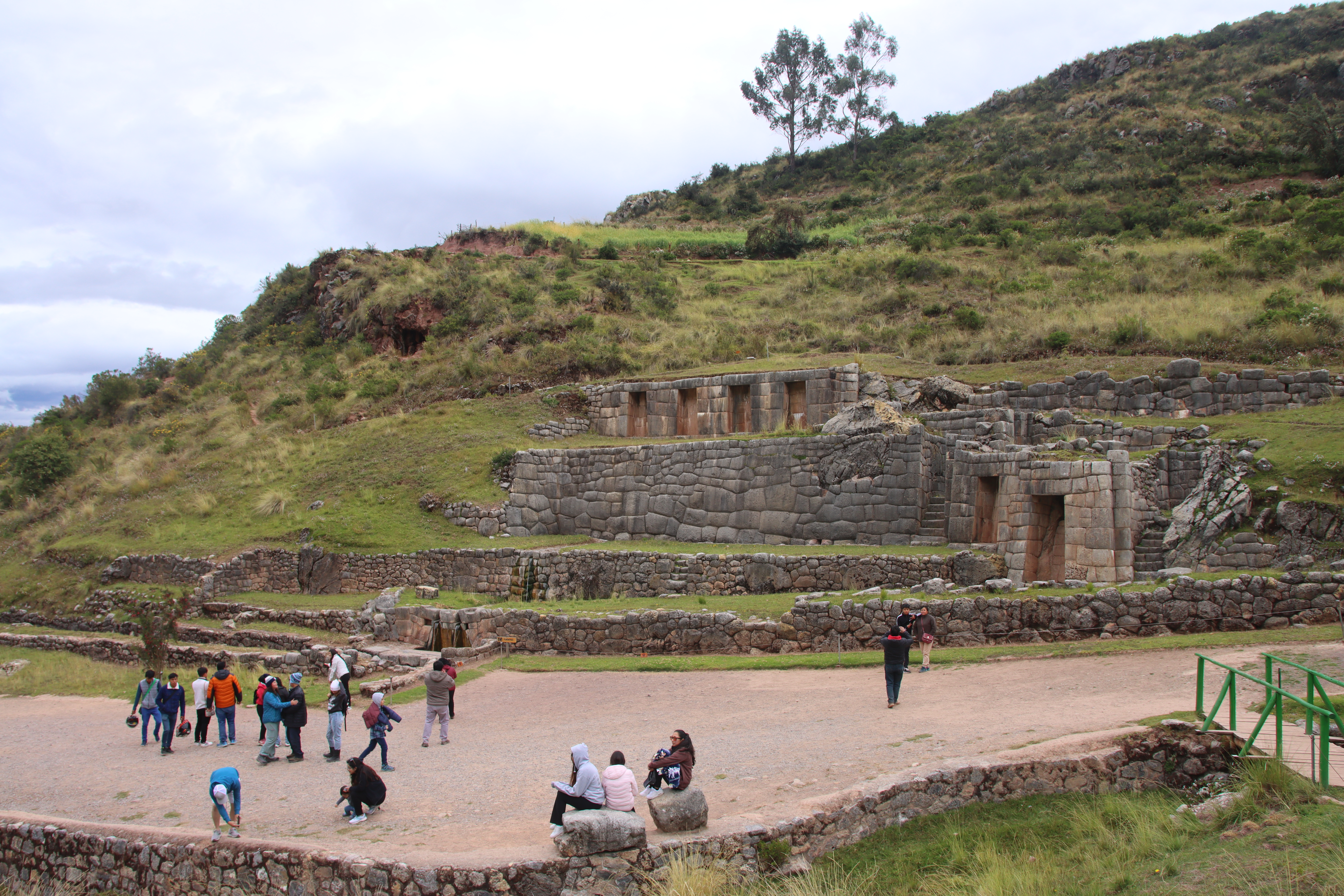
Celkový pohled na zeď s prameny
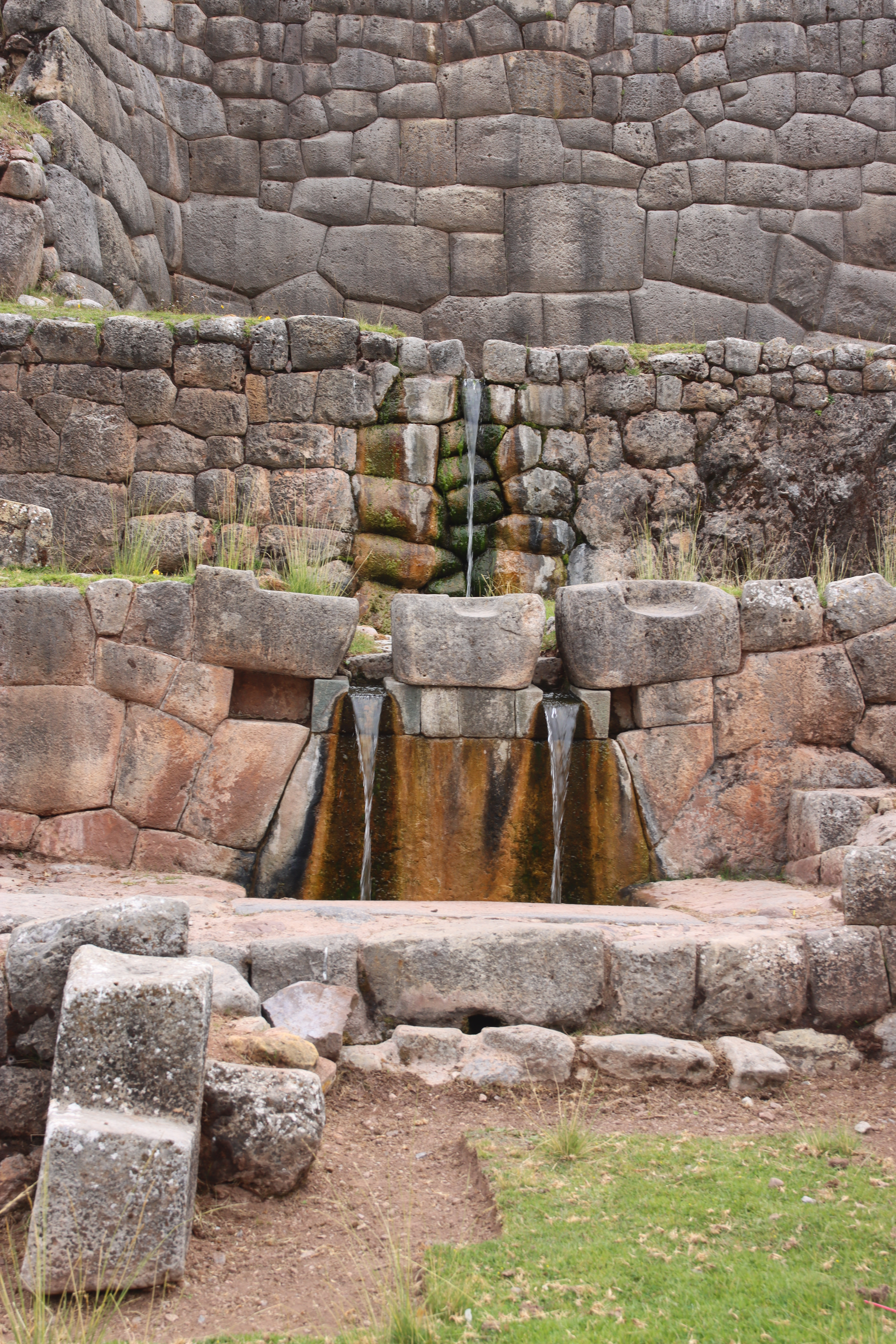
Prameny
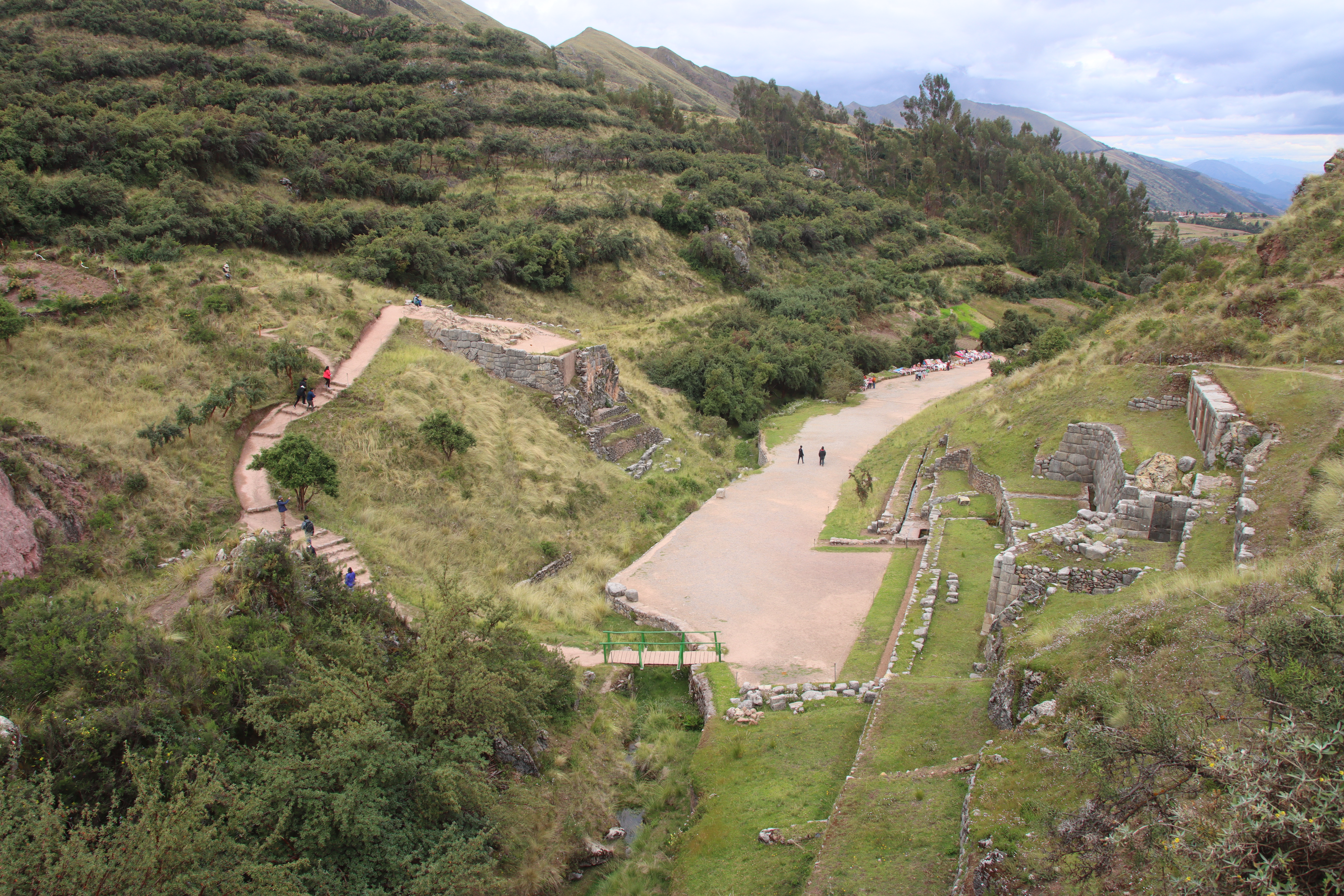
Pohled východním směrem, lázně jsou vpravo (tedy pod jižním svahem)
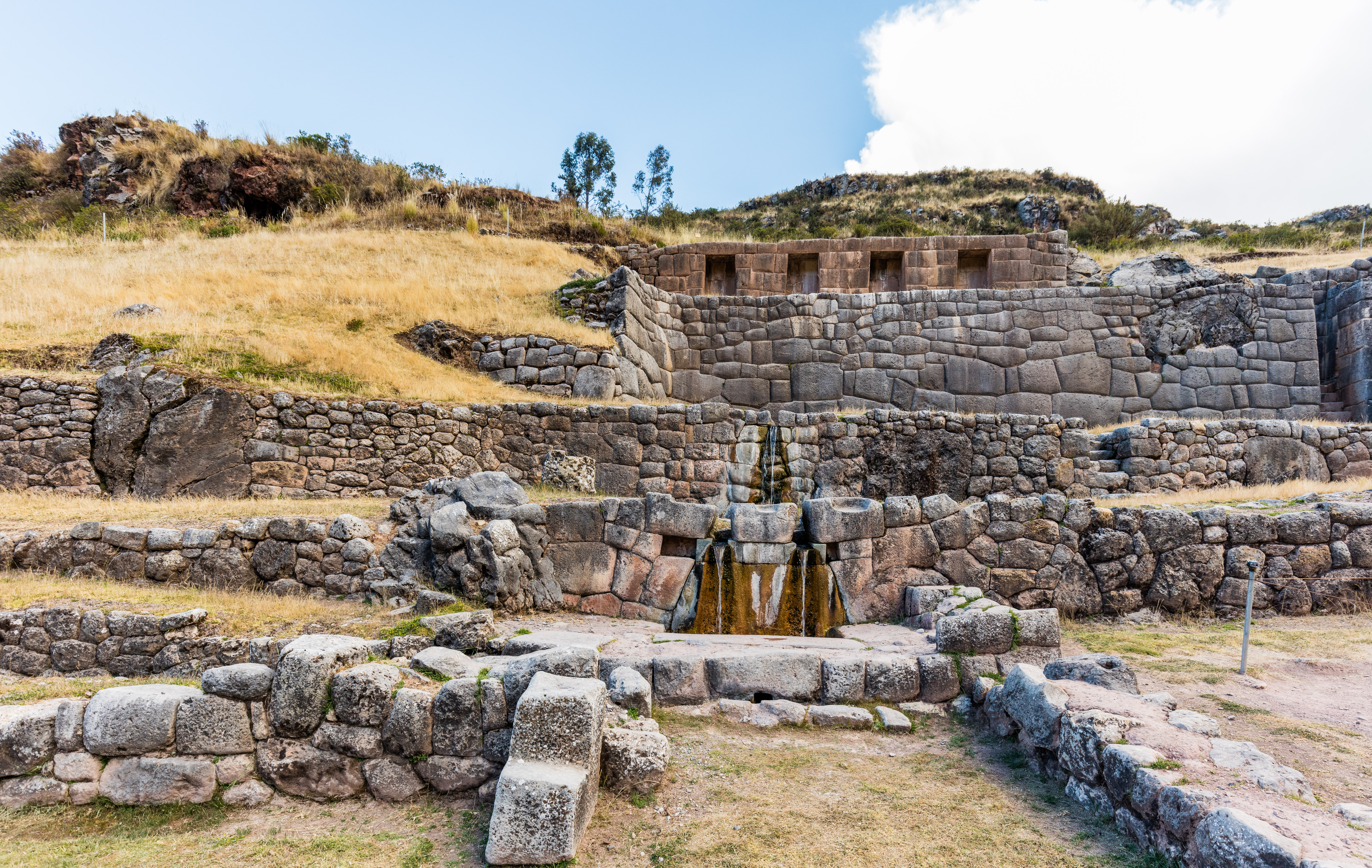
Stěna s prameny
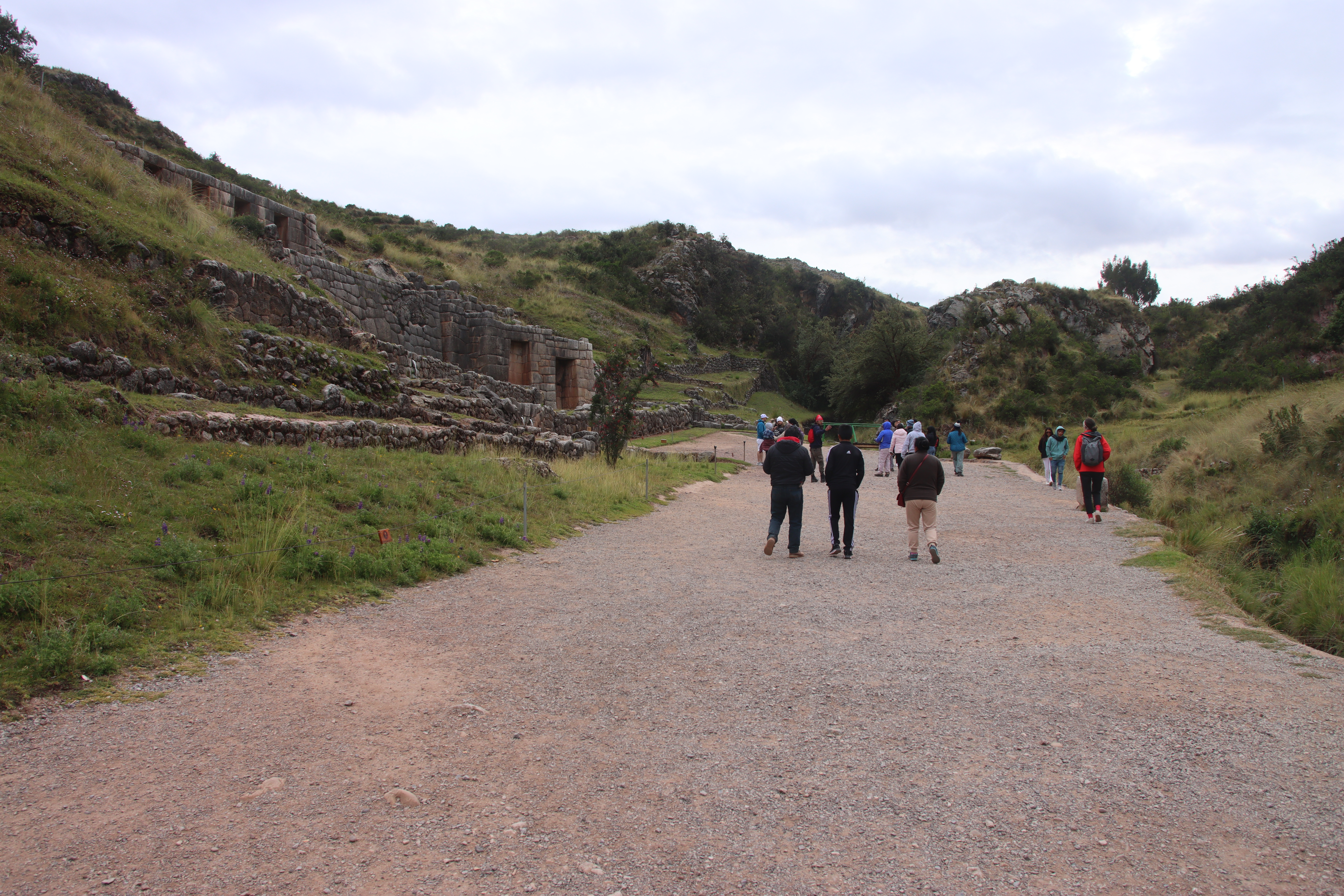
Přístup k lázním (od východu)